# Adolphe Steinheil
 (juillet 2016).
Si vous disposez d'ouvrages ou d'articles de référence ou si vous connaissez des sites web de qualité traitant du thème abordé ici, merci de compléter l'article en donnant les références utiles à sa vérifiabilité et en les liant à la section « Notes et références ».
Pour les articles homonymes, voir Steinheil.
Édouard Charles Adolphe Steinheil, né à Paris le 10 mars 1850 et mort dans la même ville le 31 mai 1908, est un peintre français.
Il doit sa notoriété à la vie aventurière de son épouse Marguerite Steinheil, et au meurtre dont il fut victime dans des conditions mystérieuses, l'affaire Steinheil.

## Biographie
Son père est le peintre verrier Louis Steinheil, restaurateur des vitraux de la cathédrale de Strasbourg et de la Sainte-Chapelle, et son oncle le peintre Ernest Meissonier.
Artiste sans grand succès, il gagne sa vie en réalisant des miniatures à la manière de Meissonier, ainsi qu’en exécutant des peintures murales et en restaurant des vitraux dans les églises, à l’exemple de son père.
Le 9 juillet 1890, il épouse Marguerite Japy, née en 1869. Elle est quelque temps son modèle, mais elle aspire à une existence plus intense et fortunée, et ouvre dans leur villa du 6 bis, impasse Ronsin, proche de Montparnasse, un salon bientôt fréquenté par le Tout-Paris. Devenant l'archétypale demi-mondaine conjuguant ambition et tempérament, elle passe tour à tour dans les bras de différents amants influents et généreux. Marguerite, toujours soucieuse de la carrière de son époux, lui obtient en effet des commandes de tableaux de ses protecteurs, ce qui permet d'autant plus facilement à Adolphe d'accepter ses infortunes conjugales.
Sa liaison avec le président de la République, Félix Faure, vaut à son compréhensif époux une commande officielle pour un tableau monumental représentant La Remise des décorations par le président de la République aux survivants de la catastrophe de la Redoute Ruinée (8 août 1897), qui est exposé au Salon de 1898, ainsi que la croix de la Légion d’honneur la même année.

## Assassinat

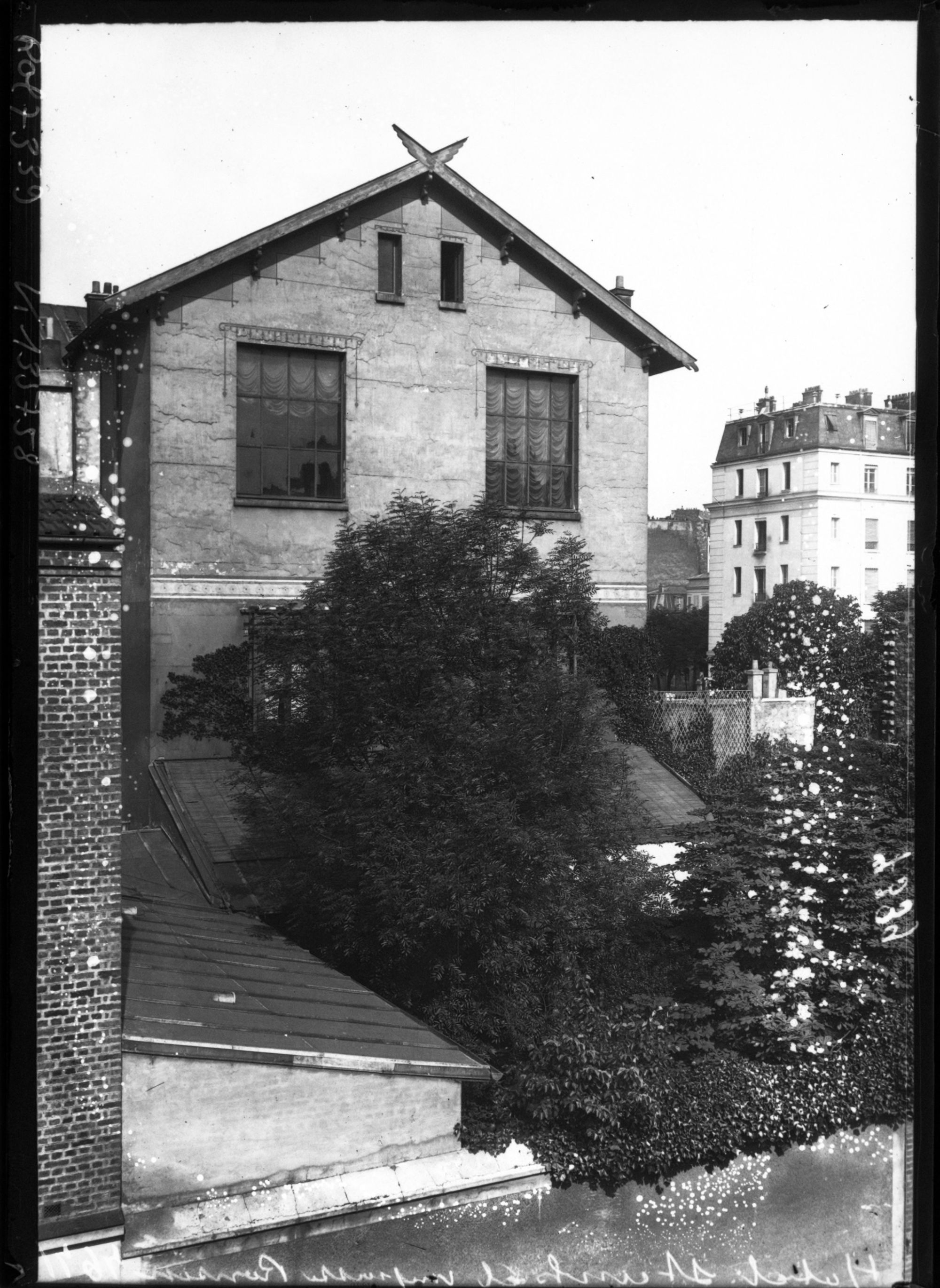
La villa, théâtre du double meurtre de l'affaire Steinheil, 6 bis, impasse Ronsin à Paris, photographiée en 1909.

Le 31 mai 1908, Adolphe Steinheil meurt étranglé lors du cambriolage de son domicile parisien, qui coûte également la vie à sa belle-mère. Les circonstances de ce que les gazettes appellent le « crime de l’impasse Ronsin » sont aussi troublantes que l’attitude de sa femme qui est retrouvée ligotée dans sa chambre.
Un temps soupçonnée d'avoir commandité le meurtre de son époux et de sa mère pour pouvoir se remarier par la suite, Marguerite Steinheil est traduite devant les assises en novembre 1909 avant d'être acquittée faute de preuves, sans que les faits ne soient jamais élucidés.
Le couple eut une fille, Marthe Adèle Jenny (1891-1931), qui épousa en premières noces, le 25 juillet 1911, l’artiste peintre Raphaël Séraphin del Perugia (1887-1915).
Adolphe Steinheil est inhumé au cimetière de L'Haÿ-les-Roses.

## Œuvres
- Bayonne, cathédrale Sainte-Marie : décor de la chapelle Saint-Martin.
- Cleveland, Cleveland Museum of Art : Judge in Red Robe, huile sur bois, 33,5 × 23 cm.
- Paris, musée d'Orsay : L'Atelier d'Albert Dürer, huile sur bois, 20 × 17 cm[6].
- Williamstown (Massachusetts), Clark Art Institute : The Bibliophile, huile sur bois, 24,8 × 16,5 cm.
- Localisation inconnue : La Remise des décorations par le président de la République aux survivants de la catastrophe de la Redoute Ruinée (8 août 1897), Salon de 1898, huile sur toile[2].